# Kómi (ort i Grekland, Nordegeiska öarna, Chios)
Kómi (Komi) är en ort i Grekland.   Den ligger i prefekturen Chios och regionen Nordegeiska öarna, i den östra delen av landet, 200 km öster om huvudstaden Aten. Kómi ligger 4 meter över havet och antalet invånare är 137. Den ligger på ön Chios.
Terrängen runt Kómi är kuperad västerut, men åt nordost är den platt. Havet är nära Kómi åt sydost.  Närmaste större samhälle är Kalamotí, 3,6 km norr om Kómi. 